# العلاقات السلوفينية الكوبية
العلاقات السلوفينية الكوبية هي العلاقات الثنائية التي تجمع بين سلوفينيا وكوبا.

## مقارنة بين البلدين
هذه مقارنة عامة ومرجعية للدولتين:
| وجه المقارنة                                              | سلوفينيا                                                      | كوبا                              |
| --------------------------------------------------------- | ------------------------------------------------------------- | --------------------------------- |
| المساحة (كم2)                                             | 20.27 ألف                                                     | 109.88 ألف                        |
| عدد السكان (نسمة)                                         | 2.07 مليون                                                    | 11.48 مليون                       |
| الكثافة السكانية (ن./كم²)                                 | 102.12                                                        | 104.48                            |
| العاصمة                                                   | ليوبليانا                                                     | هافانا                            |
| اللغة الرسمية                                             | اللغة السلوفينية، اللغة الإيطالية، لغة مجرية                  | اللغة الإسبانية                   |
| العملة                                                    | يورو، تولار سلوفيني                                           | بيزو كوبي، بيزو كوبي قابل للتحويل |
| الناتج المحلي الإجمالي (بليون دولار)                      | 48.77 مليار                                                   | 87.13 مليار                       |
| الناتج المحلي الإجمالي (تعادل القوة الشرائية) بليون دولار | 66.01 مليار                                                   |                                   |
| الناتج المحلي الإجمالي الاسمي للفرد دولار أمريكي          | 20.73 ألف                                                     |                                   |
| الناتج المحلي الإجمالي للفرد دولار أمريكي                 | 30.40 ألف                                                     |                                   |
| مؤشر التنمية البشرية                                      | 0.880                                                         | 0.769                             |
| رمز المكالمات الدولي                                      | +386                                                          | +53                               |
| رمز الإنترنت                                              | .si                                                           | .cu                               |
| المنطقة الزمنية                                           | توقيت وسط أوروبا، ت ع م+01:00، ت ع م+02:00، أوروبا/ليوبليانا ‏ | 00                                |

## منظمات دولية مشتركة
يشترك البلدان في عضوية مجموعة من المنظمات الدولية، منها:
| علم المنظمة | اسم المنظمة                   | تاريخ انضمام سلوفينيا | تاريخ انضمام كوبا |
| ----------- | ----------------------------- | --------------------- | ----------------- |
|             | يونسكو                        | 27 مايو 1992          | 29 أغسطس 1947     |
|             | منظمة حظر الأسلحة الكيميائية  | ?                     | ?                 |
|             | منظمة التجارة العالمية        | ?                     | ?                 |
|             | الاتحاد البريدي العالمي       | ?                     | ?                 |
|             | منظمة الشرطة الجنائية الدولية | ?                     | ?                 |
|             | الأمم المتحدة                 | 22 مايو 1992          | 24 أكتوبر 1945    |
|             | الاتحاد الدولي للاتصالات      | 16 يونيو 1992         | 16 يناير 1918     |
|             | المنظمة الهيدروغرافية الدولية | ?                     | ?                 |

## وصلات خارجية
- موقع وزارة الخارجية السلوفينية
- موقع وزارة الخارجية الكوبية